# Wapen van Kamerik

Wapen van Kamerik

Het wapen van Kamerik werd twee keer door de Hoge Raad van Adel bevestigd. De eerste keer was op 11 september 1816 aan de Utrechtse (toen nog Zuid-Hollandse) gemeente Kamerik. Deze ontstond in 1812 uit de voormalige ambachtsheerlijkheden Kamerik en de Houtdijken, Kamerik-Mijzijde en 's-Gravesloot. Per 1818 werd zij opgeheven en gesplitst in drie gemeenten om op 8 september 1857 weer tot de nieuwe gemeente Kamerik samengevoegd te worden inclusief de gemeente Teckop. Op 17 augustus 1858 werd het wapen weer bevestigd als gemeentewapen. Per 1989 ging Kamerik op in de gemeente Woerden. Het wapen van Kamerik is daardoor definitief komen te vervallen als gemeentewapen.

## Blazoenering
De blazoenering van het wapen luidde als volgt:
Zijnde een schild van goud, met drie andrieskruisen van keel.
De heraldische kleuren zijn goud (goud of geel) en keel (rood).

## Verklaring
Het wapen van Kamerik is afkomstig van de heerlijkheid Kamerik en de Houtdijken. Deze heeft het op haar beurt afgeleid van het wapen van het geslacht Van Strijen. De eerste aanvraag voor het wapen van Kamerik werd gedaan door de laatste ambachtsheer van Kamerik, Diederik Gregorius van Teijlingen. Hij voerde als argument aan dat het wapen al eeuwenlang aanwezig was. Dit is historisch gezien juist. In de 14e eeuw trouwde Gijsbert van Gaesbeek met Johanna van Hoorne, vrouwe van Putten en Strijen. De familie Van Strijen voerde toen al de drie andrieskruizen in het wapen. Door het huwelijk werd het wapen van Putten en Strijen naar Kamerik gebracht.. In Noord-Brabant zijn veel wapens te vinden met drie andreaskruizen. Dit is te danken dat de invloedrijke Heren van Breda afstamden van het geslacht Van Strijen. Zij voerden wel het wapen in omgekeerde kleuren.

## Verwante wapens

Wapen van Strijen
Wapen van Breda